# Окруашвили, Ираклий Кобаевич
Ира́клий Кобаевич Окруашви́ли (груз. ირაკლი კობას ძე ოქრუაშვილი; род. 6 ноября 1973, Цхинвали, Юго-Осетинская АО, Грузинская ССР) — грузинский политический и военный деятель, министр обороны Грузии в 2004—2006 годах.

## Образование
- 1995 — окончил факультет международного права и международных отношений Тбилисского государственного университета по специальности «международное право».

## Карьера
- август 1995 — ведущий специалист Центральной избирательной комиссии Грузии.
- февраль 1996 — консультант проекта TACIS (экономико-политической программы Европейского союза для стран СНГ) в Грузии.
- 1998 — избран членом Лондонской Международной ассоциации молодых адвокатов.
- 1999 — создал и возглавил юридическую фирму «Окруашвили и партнеры», где работал адвокатом и управляющим партнером.
- 1999—2000 — читал курс лекций по международному торговому праву в ТГУ.
- декабрь 2000 — сентябрь 2001 — заместитель министра юстиции Грузии (Михаила Саакашвили).
- июнь 2002 — избран членом Тбилисского сакребуло (городского собрания).
- ноябрь 2002 — назначен на должность председателя ревизионной комиссии Тбилисского сакребуло.
- 2002 — член партии «Национальное движение», возглавляемой Михаилом Саакашвили.
- 2003 — поддержал «революцию роз».
- 2 ноября 2003 — победил на выборах в парламент Грузии.
- декабрь 2003 — январь 2004 — уполномоченный президента Грузии в регионе Шида-Картли.
- Январь — июнь 2004 — генеральный прокурор.
- Июнь — декабрь 2004 — министр внутренних дел.
- 17 декабря 2004 — назначен на пост министра обороны Грузии.
- 12 сентября 2006 — назначен специальным уполномоченным президента по продвижению грузинского вина в страны Европы и СНГ. Находясь на этой должности, сделал ряд антироссийских заявлений, одним из которых было: «Многие виноделы путём мухлежа отправляли в Россию некачественное вино, которое не возьмут в Европе. Потому что Россия — это такой рынок, на котором можно продать даже фекальные массы»[1].

10 ноября 2006 года снят с должности министра обороны и назначен главой Министерства экономического развития. Однако уже 17 ноября подал в отставку с поста министра. 18 ноября отставка была принята премьер-министром Зурабом Ногаидели.
- 27 сентября 2007 — взят под стражу после серии обвинений в адрес президента Грузии Михаила Саакашвили.

В марте 2022 года, во время вторжения России на Украину, приехал на Украину в качестве добровольца, чтобы воевать на её стороне.

## Возвращение в политику
В конце августа 2007 года приближенный к Окруашвили депутат парламента Георгий Цагареишвили заявил, что Ираклий Окруашвили намерен создать оппозиционную партию под лозунгом «Грузия без Саакашвили». Окруашвили готовился к оппозиционной деятельности в Киеве (Украина). При этом, за несколько недель до его возвращения в августе в Тбилиси там прошли аресты и увольнения чиновников, считавшихся его сторонниками — в отставку были отправлены два заместителя министра обороны — Александр Сухиташвили и Леван Николеишвили, бывший мэр Поти Давид Кантария был арестован по обвинению в коррупции, а губернатору региона Шида-Картли Михаилу Карели пригрозили возбуждением уголовного дела по факту растраты государственных средств.
25 сентября того же года Ираклий Окруашвили выступил со скандальными обвинениями в отношении президента Саакашвили и Национальной партии: «Стиль правления Саакашвили, который перешёл все грани, установил за правило безнравственность, несправедливость, угнетение. Ежедневные репрессии, разрушение домов и церквей, ограбление, раскулачивание, убийство людей, хочу подчеркнуть — убийство людей, стали для властей обычным делом». В одном из своих заявлений указывал: «40 % дочерней компании „Билайн“ — „Мобител“ принадлежит Саакашвили. Телекомпания „Рустави-2“ тоже принадлежит Саакашвили. Главным поставщиком оружия в Грузию является племянник президента Ника Аласаниа. Три года назад, когда я стал министром внутренних дел, на факте вымогательства и получения взятки в 200 тыс. долл. был задержан дядя президента Темур Аласаниа, но по настоятельной просьбе президента я отпустил его…»

## Аресты и судебное преследование
Уже 27 сентября Окруашвили был арестован в Тбилиси по обвинению в коррупции. Сам он отвергает все обвинения и считает себя политзаключённым.
В начале ноября начались массовые демонстрации против правительства Саакашвили. Для подавления восстания было задействовано множество вооруженных до зубов полицейских; демонстрантов жестоко избивали.
8 октября по телевидению показали видеозапись его допроса, на котором Окруашвили выглядел измученным и говорил с долгими паузами. Он признал себя виновным признавшись в вымогательстве и рэкете, заявив, что вымогал крупную взятку и халатно относился к своим служебным обязанностям, а также отказался от всех обвинений в адрес властей, с которыми выступил 25 сентября.
28 марта 2008 года Ираклий Окруашвили был заочно приговорён городским судом Тбилиси к 11 годам лишения свободы за взяточничество в особо крупных размерах, осуществлённое организованной группой.
22 апреля Министерство внутренних дел Франции предоставило Ираклию Окруашвили политическое убежище.
6 октября 2010 года Ираклий Окруашвили официально вышел из рядов созданной им оппозиционной партии «За единую Грузию», а в ноябре стал сопредседателем новой политической организации — «Грузинской партии».
30 июня 2011 года Тбилисским городским судом заочно приговорён к предварительному заключению сроком на два месяца по обвинению в создании весной 2011 года незаконного вооружённого формирования.
Ираклий Окруашвили был задержан 20 ноября 2012 года в качестве разыскиваемого, после прилета на рейсе Стамбул-Тбилиси, и в настоящее время переведен в Глданскую тюрьму, — сообщило МВД Грузии — Вместе с ним задержали и его родственника Иосифа Гигуашвили, который, по решению суда, также был объявлен разыскиваемым. 11 января 2013 года Окруашвили был освобождён из зала суда. Его освобождение стало возможным после того, как, по ходатайству Прокуратуры, Апелляционный суд 10 января снял с него обвинения в получении взятки и в вымогательстве денежной суммы в особо крупном размере, а 11 января Тбилисский городской суд удовлетворил ходатайство Прокуратуры об освобождении его из заключения взамен на выплату 15 тыс. лари, по отдельному делу.
В октябре 2016 года неизвестные совершили вооружённое нападение на Окруашвили, который являлся кандидатом в мажоритарные депутаты.